# Telekommunikationer i Stockholm

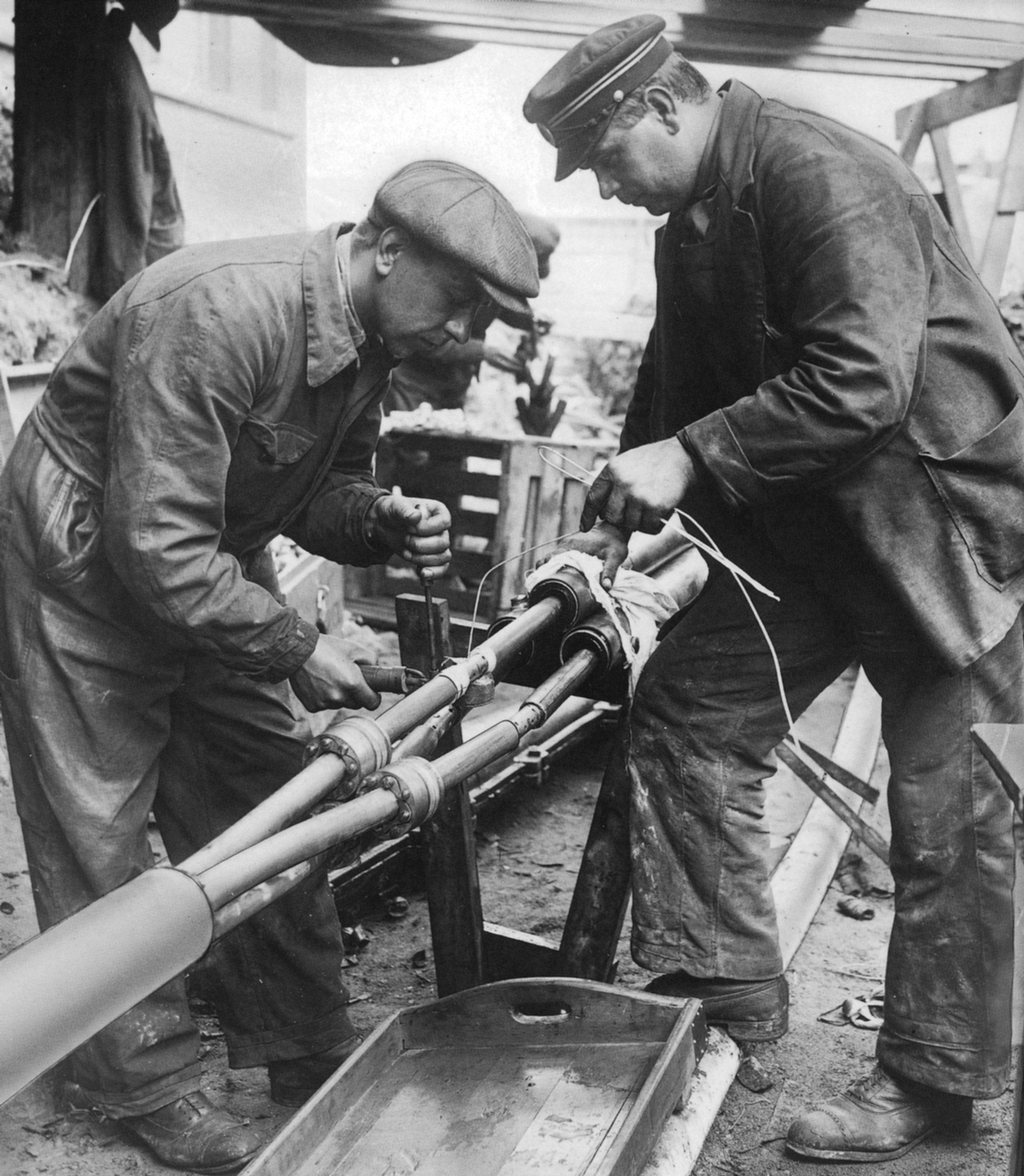
Skarvning av telekablar i Stockholm 1931.

Telekommunikationer i Stockholm omfattar idag många sätt att kommunicera. Några olika sambandsmedel är mobiltelefoni, fast telefoni, e-post och videoöverföringar av olika slag. I telekommunikationens utveckling har Sverige och Stockholm länge haft en ledande position. År 1885 hade Stockholm flest telefoner i Europa, det vill säga fler telefoner i absoluta tal än det fanns i betydligt större städer som London, Berlin och Paris.
Telekommunikationernas historia i Stockholm är till stor del även en teleteknisk utvecklingshistoria för hela Sverige. Sveriges och därmed Stockholms utveckling av telekommunikationer har starkt präglats av två stora aktörer på området: dels av LM Ericsson som tillverkare, dels av Televerket som tillverkare och operatör – båda med säte i Stockholm. Ibland har de varit samarbetspartner, ibland konkurrenter.
Början till telekommunikationer i Stockholm faller samman med den industriella revolutionen, då flera stora tekniska satsningar genomfördes efter 1800-talets mitt. År 1853 grundades Kongl. Elecktriska Telegraf-Werket (senare Televerket), samtidigt med att Klaragasverket vid Klara sjö startade sin verksamhet och kaptenen i väg- och vattenbyggnadskåren F. W. Leijonancker fick i uppdrag att utarbeta ett komplett förslag till vatten och avlopp i Stockholm. År 1853 räknas även som startåret för de svenska telekommunikationerna, då den första elektriska telegraflinjen anlades mellan Stockholm och Uppsala detta år.

## Telegrafi
Telegrammet var under slutet av 1800-talet och stora delar av 1900-talet ett viktigt kommunikationsmedel för privatpersoner, företag och myndigheter. Telegram är ett skriftligt meddelande befordrat medelst telegraf och telegram kunde i Stockholm lämnas in på Stockholms telegrafstation och på telegraminlämningsställen. Telegram kunde även ringas in på telefon till telegrafstationen. Telegramtjänsten i Sverige upphörde 2002.
Stockholms telegrafstation hade ända sedan 1871 inhysts i kvarteret Æolus intill Slottsbacken i Gamla stan. Nuvarande byggnad mot Skeppsbron uppfördes 1868–1870 av Kongl. Elecktriska Telegraf-Werket (senare Kungl. Telegrafverket respektive Televerket) och är känd för många stockholmare som ”Telegrafen”. Byggnaden inrymde till en början även Telegrafverkets undervisningsanstalt. Telegraf- och annan televerksamhet fanns kvar i huset ända fram till 1993.

## Telefoni

### Bakgrund
Telefonen är en uppfinning från 1800-talets andra hälft, då flera personer nästan samtidigt konstruerade apparater som på elektrisk väg kunde överföra ljud. Till telefonens pionjärer räknas den kanadensisk-skotske uppfinnaren Alexander Graham Bell, som den 14 februari 1876 patenterade en telefon i USA.
Redan från början tillverkades och utvecklades telefoner parallellt i USA och i flera europeiska länder. Driftsformen för telefonnäten var olika i olika länder; en del (till exempel Tyskland och Storbritannien) lät den statliga post- och telegrafförvaltningen bli ensam operatör, medan USA gav tillstånd till det privata Bell Telephone Company (grundat 1877) att driva majoriteten av telefonnäten. I Sverige fanns till en början såväl privata som statliga operatörer.
Redan år 1877 demonstrerades telefonen i Sverige av en norsk ingenjör, Jens Hopstock från Bergen. Det första telefonsamtalet i Sverige ägde rum i Stockholm i augusti 1877. Samtalet fördes över en tillfällig telefonledning mellan Stockholms telegrafstation vid Skeppsbron 2 och Grand Hotel på Blasieholmen, en sträcka på cirka 250 meter.

### Telefonen kommer till Stockholm

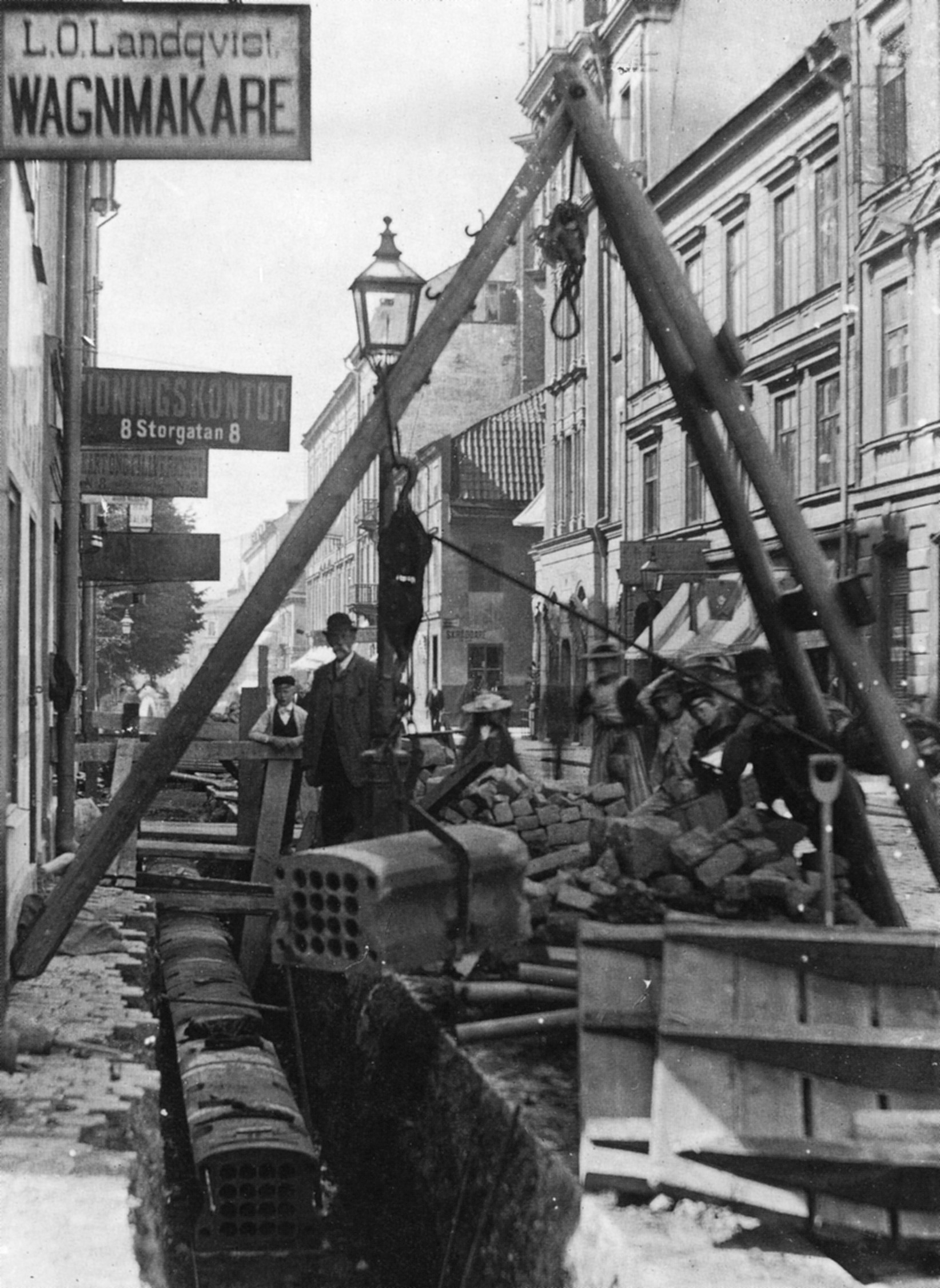
Läggning av kablar i kabeldukter för Stockholms Allmänna Telefon AB. Bild från Storgatan, Stockholm 1890-tal

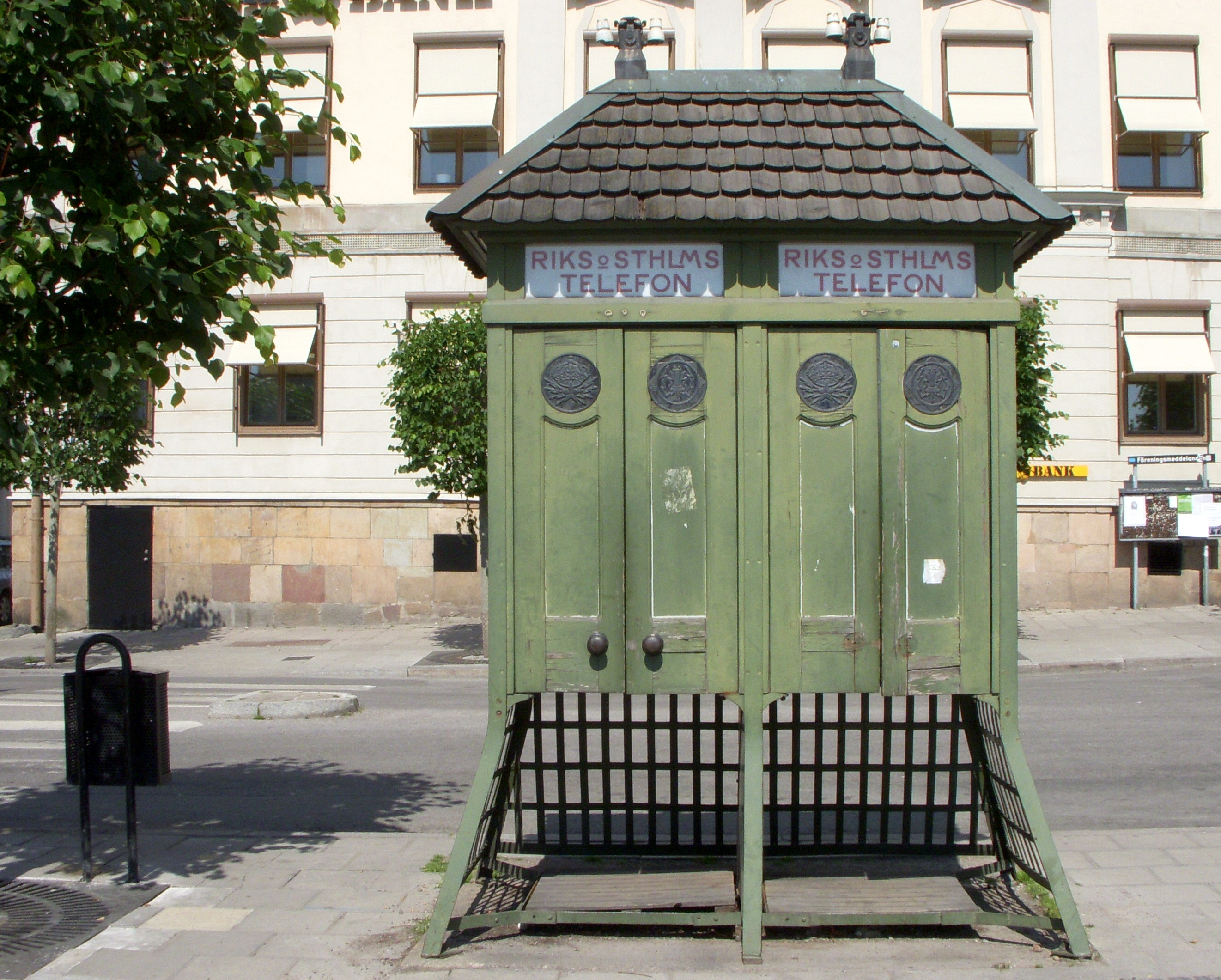
Dubbelkiosken på Kornhamnstorg

När telefonin introducerades i Stockholm var marknaden fri för alla aktörer. Den första kommersiella telefonoperatören i Sverige blev Stockholm Bell Telefonaktiebolag, som i september 1880 startade sin verksamhet med drygt 100 abonnenter. Namnet härrörde från Alexander Graham Bell. Bolaget hade sina lokaler i huset Västerlånggatan/Storkyrkobrinken i Gamla stan. Tre år senare började Stockholms Allmänna Telefon AB (SAT) sin verksamhet. På Svartmangatan 6, hade Stockholms Allmänna Telefonaktiebolag en understation åren 1883–1887. I en understation fanns växelbord för manuell uppkoppling av telefonsamtal. På taket stod ett 18 meter högt telefontorn varifrån trådar spreds ut över Gamla Stan. Stationen var den första i Sverige med LM Ericssons multipelbord.
Trots konkurrensen mellan Televerket och SAT kunde man samsas om gemensamma dubbla telefonkiosker. En av dem finns fortfarande kvar på Kornhamnstorg. På vänstra dörrhalvan visas Televerkets "krabba" och på den högra SAT:s logo (fast felvänd). Numera är det TeliaSonera som har mynttelefoner (som matas med kreditkort) i dubbelkiosken och anslutningskabeln går via gatan och inte till porslinsknopparna på taket (se bild).

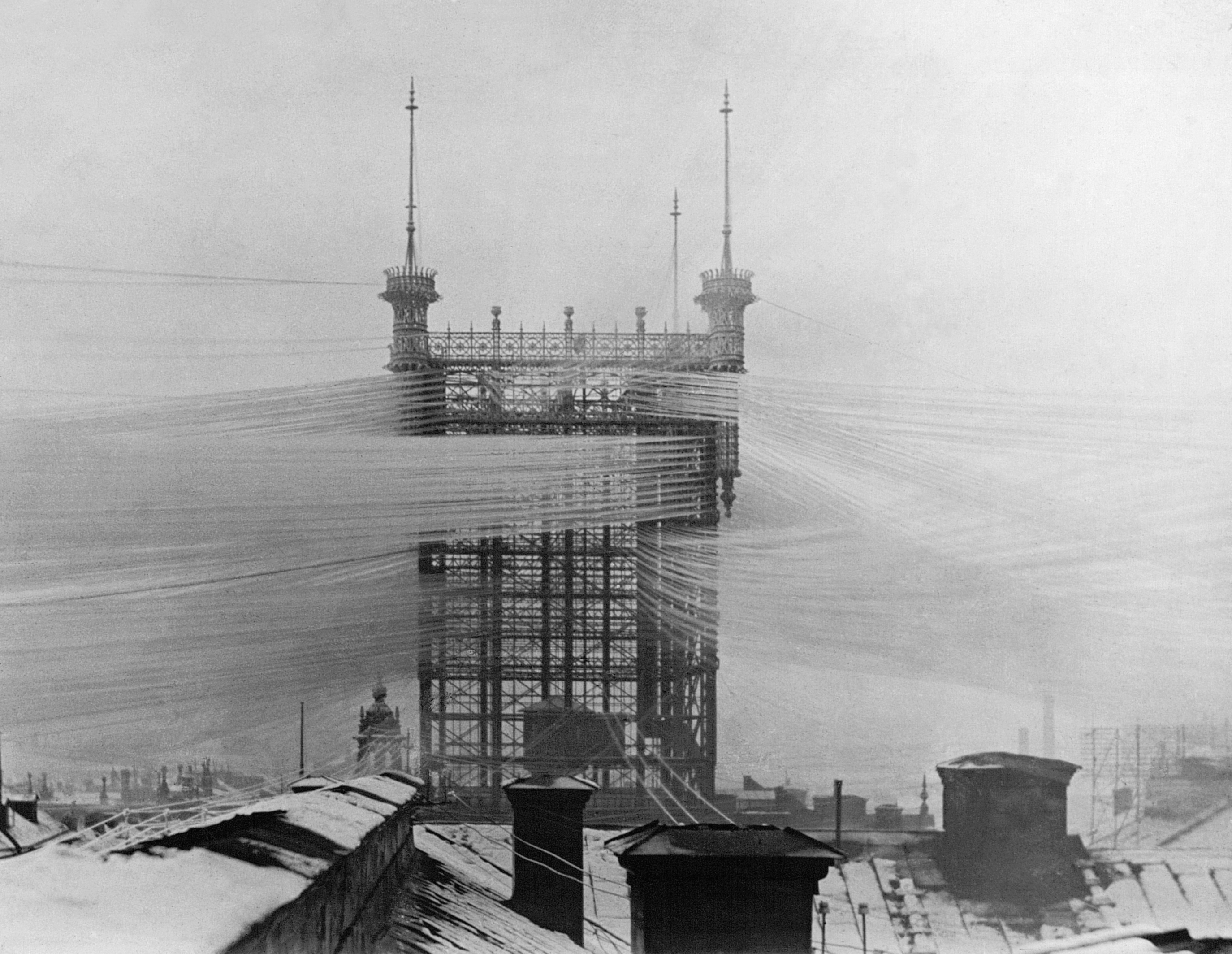
Telefontornet omkring 1890, med rimfrost på ledningarna över Stockholms hustak

Redan 1876 tillverkade Lars Magnus Ericsson sina första telefoner i en liten verkstad vid Drottninggatan 15. Företaget hade till en början bara tre anställda. 1884 flyttade Ericsson till nya lokaler vid Tulegatan 5 och från 1892 tillverkade företaget världens första bordstelefon med hörlur och mikrofondel i en enhet, den så kallade "Taxen".
Telefonen spred sig mycket snabbt i Sverige och 1885 hade Stockholm flest telefoner i Europa, alltså fler telefoner än det fanns i huvudstäder som London, Berlin och Paris. År 1887 invigdes en ny telefonstation med Telefontornet på Allmänna Telefonaktiebolagets hus vid Malmskillnadsgatan, som under många år blev ett välkänt inslag i Stockholms stadsbild. Det var en hög järnkonstruktion för cirka 4 000 telefonledningar som gick kors och tvärs över staden. Stationen var världens största i sitt slag. Telefontornet stod kvar till 1953 då det revs efter en eldsvåda.
Så småningom ersattes Telefontornets luftledningar av jordkablar som gav större driftsäkerhet. På Storgatan började Stockholms Allmänna Telefon AB lägga ner telekablar i så kallade kabeldukter (betongelement med flera kabelrör) på 1890-talet. Den första långdistanskabeln i Sverige och även i Europa togs i bruk 1923 mellan Stockholm och Göteborg.
År 1889 hade Stockholms telefonkatalog (som hette ”Telefonförbindelser i Stockholm och å andra därmed förbundne orter”) 32 sidor och 188 stockholmsnummer. Telefonnummer 1 hade Flottans station. Stockholms slott hade nio ledningar, varav kungen förfogade över en dubbelledning med telefonnummer 30 och 54. Telefontaxorna var förvirrande och avgifternas storlek varierade bland annat beroende på avståndet från centralstationen (Skeppsbron 2), antal apparater och samtalets längd. Det var inte heller möjligt att ringa mellan olika operatörer, de hade inte ens gemensamma telefonkiosker. Sveriges första telefonkiosk, sattes upp i Kungsträdgården år 1901, den ritades av ingenjören Hjalmar Celion och utfördes av firman Z. Falk & Son.

### Utvecklingen från 1900 till 1980

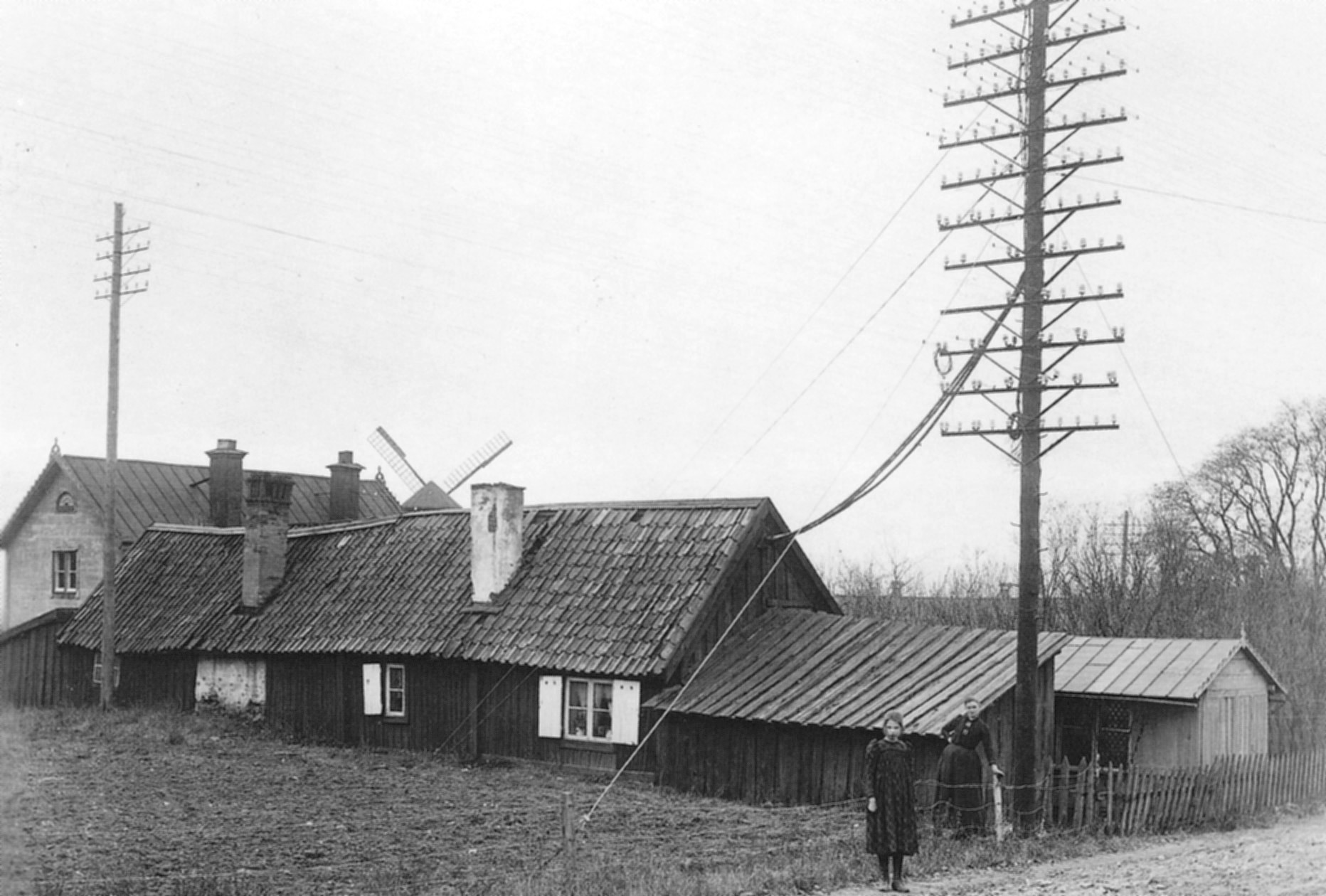
Telefonstation vid Skanstull, 1890-tal

På 1890-talet började Telegrafverket att köpa upp de privata telefonbolagen och genom förvärv av Stockholms Allmänna Telefon AB och år 1918 var praktiskt taget hela telefonrörelsen i Sverige samlad hos Telegrafverket som fick monopol på verksamheten.

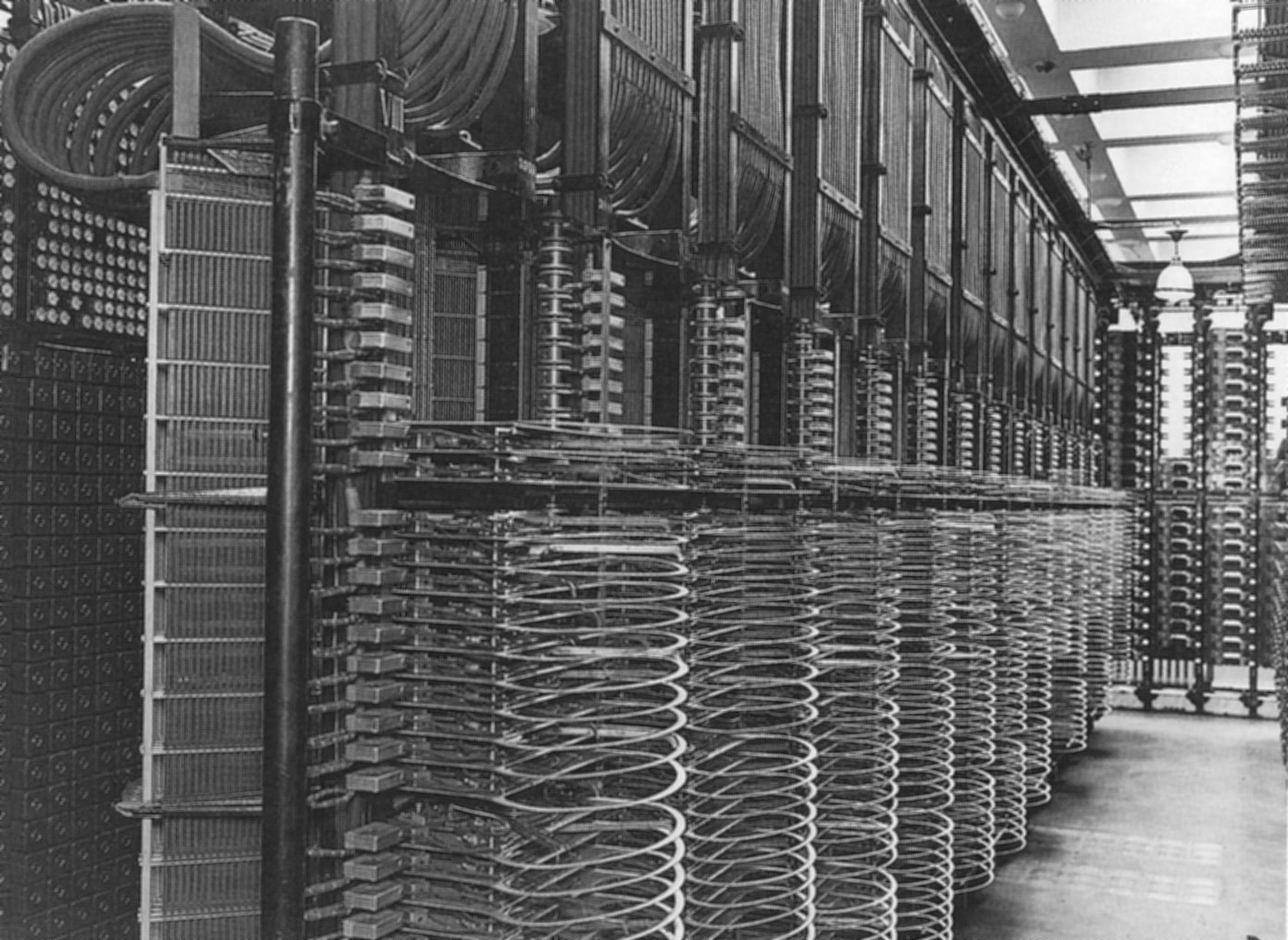
Automatstationen ”Norra Vasa”, 1930-tal

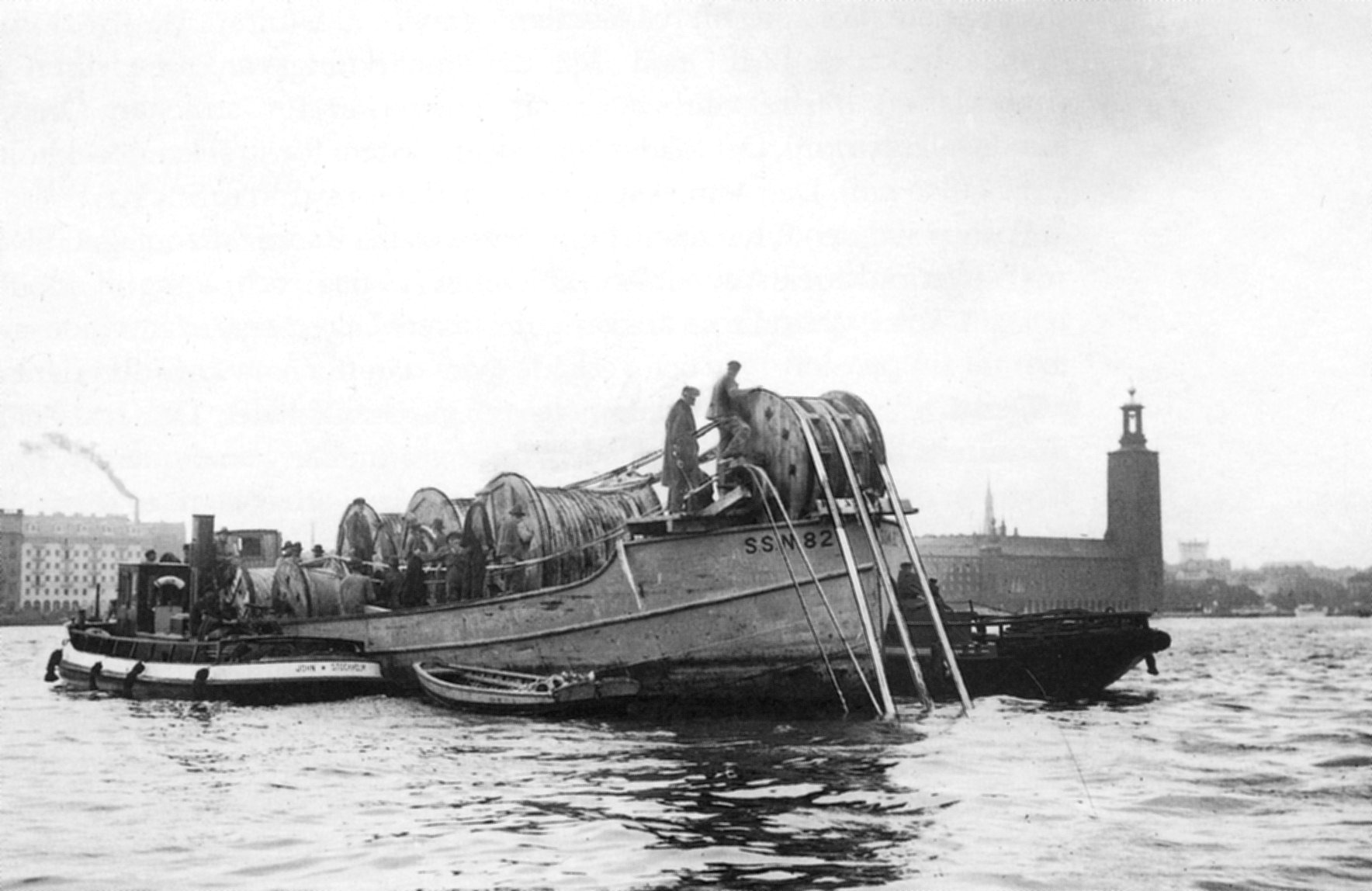
Läggning av sjökabel i Riddarfjärden, 1930-tal

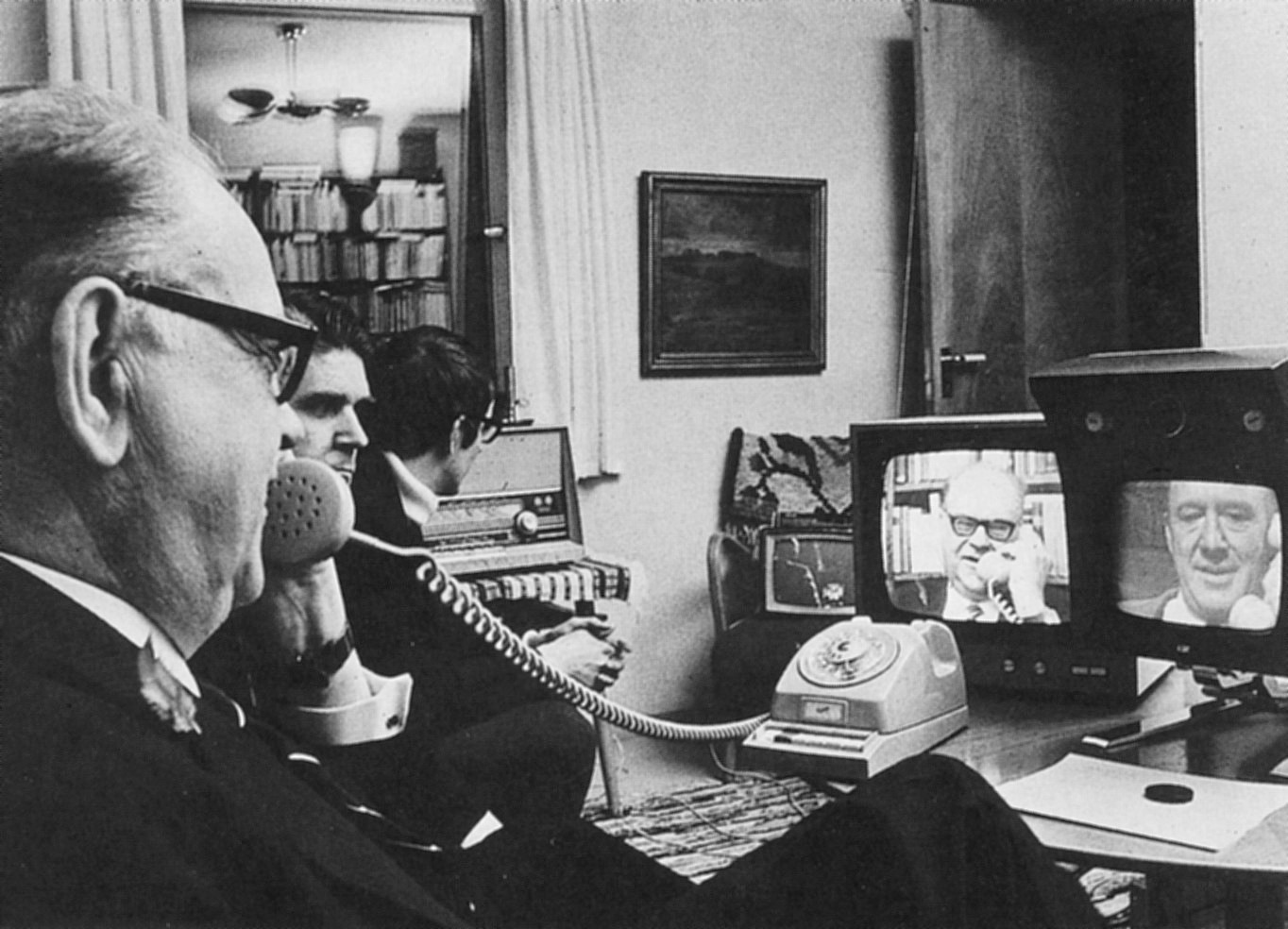
Tage Erlander talar med Lennart Hyland via en prototyp av bildtelefonen i slutet av 1960-talet

Samtalskopplingen vid stationerna sköttes i början av växeltelefonister. Telefonstationerna var ibland enkla stugor som ett fotografi taget nära Skanstull med Skanskvarn i bakgrunden visar. Redan 1883 gjordes försök med automatstationer och vid världsutställningen i Paris 1900 belönades en svensk, automatisk telefonväxel med guldmedalj, men det skulle dröja till augusti 1923 innan den första automatiserade växeln öppnades i Sverige. Den låg i Stockholm och hette Norra Vasa vid Norrtullsgatan 47 och var i drift ända fram till 1985. Tekniken var det så kallade 500-väljarsystemet som hade utvecklats av LM Ericsson.
År 1891 anlade Kungl. Telegrafverkets industridivision (senare TELI) en egen verkstad i fastigheten Fiskaren mindre 14 (belägen mellan Fiskargatan och Svartensgatan) på Södermalm i Stockholm för produktion och reparation av teleteknisk materiel. Verket ville vara oberoende av andra leverantörer och genom konkurrens försöka åstadkomma en prissänkning. Det var även vissa svårigheter att erhålla materiel till sin telefonverksamhet genom den då störste leverantören LM Ericsson. 1913 flyttade hela verksamheten till Nynäshamn och utgjorde där en av basindustrierna fram till 1980-talet.
På 1930-talet lades sjökabel ut i Riddarfjärden och därigenom kunde många luftledningar slopas. Även byggandet av Stockholms tunnelbana innebar att många luftledningar för telekommunikation kunde placeras i tunnlarna. Under 1930-talet flyttade LM Ericsson in i sin nya byggnad vid Telefonplan i Midsommarkransen, en funktionalistisk skapelse av arkitekt Ture Wennerholm (se LM Ericsson-byggnaden, Telefonplan). Byggnaden disponeras sedan 2004 av Konstfack. Sitt huvudkontor hade Ericsson fram till 1940 i södra Kungstornet vid Kungsgatan. En av tornfigurerna, som bär upp en förgylld Ericssontelefon, påminner fortfarande om denna tid.

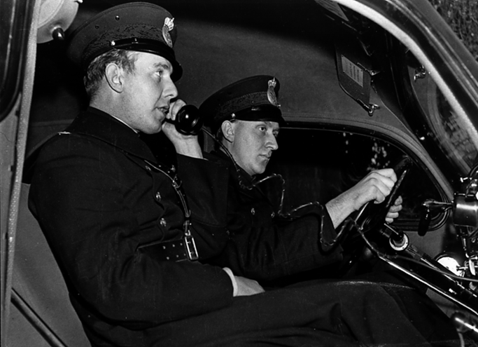
Stockholmspolisens radiobil 1939

År 1939 började Stockholmspolisen installera kommunikationsradioanläggningar i några av sina bilar. Med basstationer i Bromma, Enskede och Polishuset på Kungsholmen fick man en tillfredsställande täckning. Dagens Nyheter skrev den 6 maj 1939: "Polisens nya radioanläggning är nu färdig att tas i bruk. Den är det modernaste i sitt slag och utförd för telefoni, vilket betydligt underlättar handhavandet av materien. Anläggningarna i Göteborg och Norrköping äro av tidigare system för telegrafi. Leverantörer ha varit Skandia och Philips […] Relästationerna äro så ordnade att de utan manuell skötsel direkt överföra meddelanden på vanlig telefonledning till mottagaren i polishuset". Från början fanns det tre ”radiobilar” i Stockholm och 1945 drygt tio.
År 1956 startade Televerket mobiltelefonisystemet "MTA" (MobilTelefonisystem version A) för allmänt bruk. Det var en tung apparatur som företrädesvis installerades i fordon, därför kallades den även "biltelefon". Antalet abonnenter var mycket lågt och uppgick till några hundra kunder. Det fanns tre basstationer i Sverige, förutom i Stockholm även i Göteborg och Malmö. Biltelefonerna hade manuellt kopplade växlar.
Under slutet av 1960-talet utvecklade LM Ericsson en bildtelefon med bildupplösning motsvarande vanlig TV-bild, alltså 625 linjer och 25 bilder/sekund. Därigenom kunde man använda utrustning (monitor, kamera med mera) som redan fanns på marknaden. Ericssons bildtelefonterminal bestod av en TV-monitor med en kamera ovanpå, en högtalartelefon och en vanlig bordstelefonen. Under en kort tid på 1970-talet gjordes även fältförsök i Stockholm med bildtelefon. Det var ett samarbetsprojekt mellan Televerket och LM Ericsson och pågick mellan 1972 och 1974. Det blev dock aldrig någon kommersiell framgång. Anläggningen var för dyr för privatpersoner och överföringarna krävde mycket bandbredd i nätet. Tekniken var genomgående analog – 1970-talets bildtelefon var 30 år före sin tid.
År 1968 togs det första datorstyrda telefonväxelsystemet i drift i Tumba. Systemet, AKE 12, en lokalstation utvecklad av LM Ericsson hade för sin tid moderna tjänster såsom förfrågan och vidareuppkoppling.
Tumba-anläggningen blev den enda av sitt slag, systemet utvecklades istället till transitväxelsystem, AKE 13, som installerades i Televerkets anläggningar i Fredhäll och i Hammarby riksstation.

### Sätra radiolänktorn

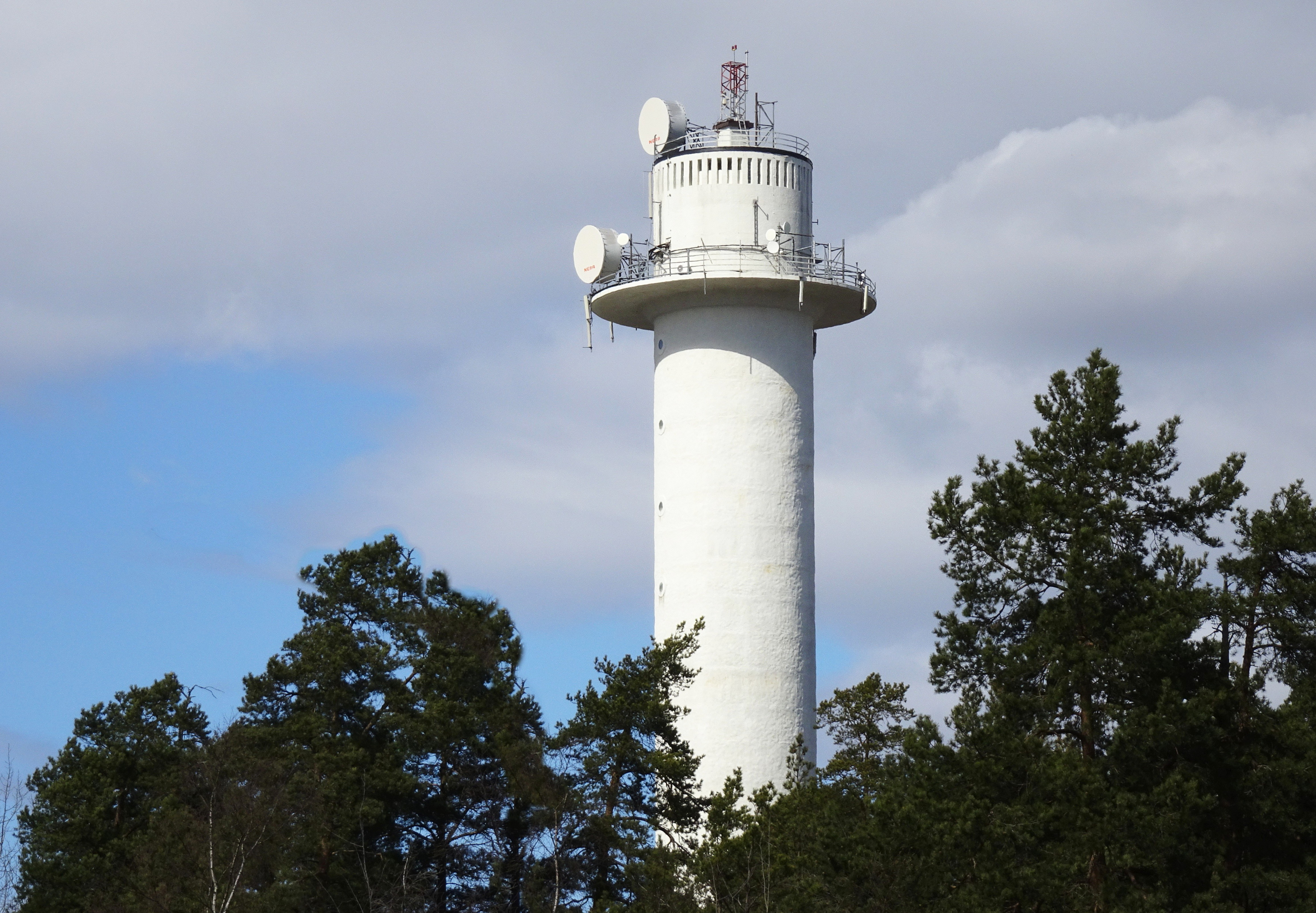
Sätra radiolänktorn, 2016.

Sätra radiolänktorn uppfördes 1961 efter ritningar av arkiteketen Jan Wallinder. På en cirka 71 meter hög bergsknalle nära gränsen mellan Mälarhöjden och Bredäng fann man en lämplig plats för bygget av ett torn med radiolänkutrustning som skulle säkerställa telekommunikationen i södra Stockholm. Uppdragsgivare var Televerket.
Själva konstruktionen är 64,25 meter hög (exklusive toppantenn). Tornet fick därmed en totalhöjd på 135 meter över havet. Byggnaden har en cirkulär planform med en yttre diameter av 9 meter. Ytterhöljet är uppfört i platsgjuten betong som för värmeisoleringen bakommurades på insidan med lättbetong, bjälklagen är också av betong. Tornets fasadyta är spritputsad och avfärgat i vit kulör. Nuvarande färgsättning i "Stockholmsvitt" (NCS 0502-Y) utfördes 1996 när Telia var ägare.
Antennplattformen ligger på +56,75 meter över mark. Högst upp finns en krans av vertikala slitsar som är ventilationsöppningar. Tornet har 14 våningar varav fem våningarna under antennplattformen nyttjas för radiolänkutrustning. På plan 5 inrättades ett övernattningsrum med toalett och pentry för personalen. För den vertikala kommunikationen sörjer en hiss och en spiraltrappa. Anläggningen är inte tillgänglig för allmänheten.

### Hammarby riksstation och Hammarby radiolänktorn

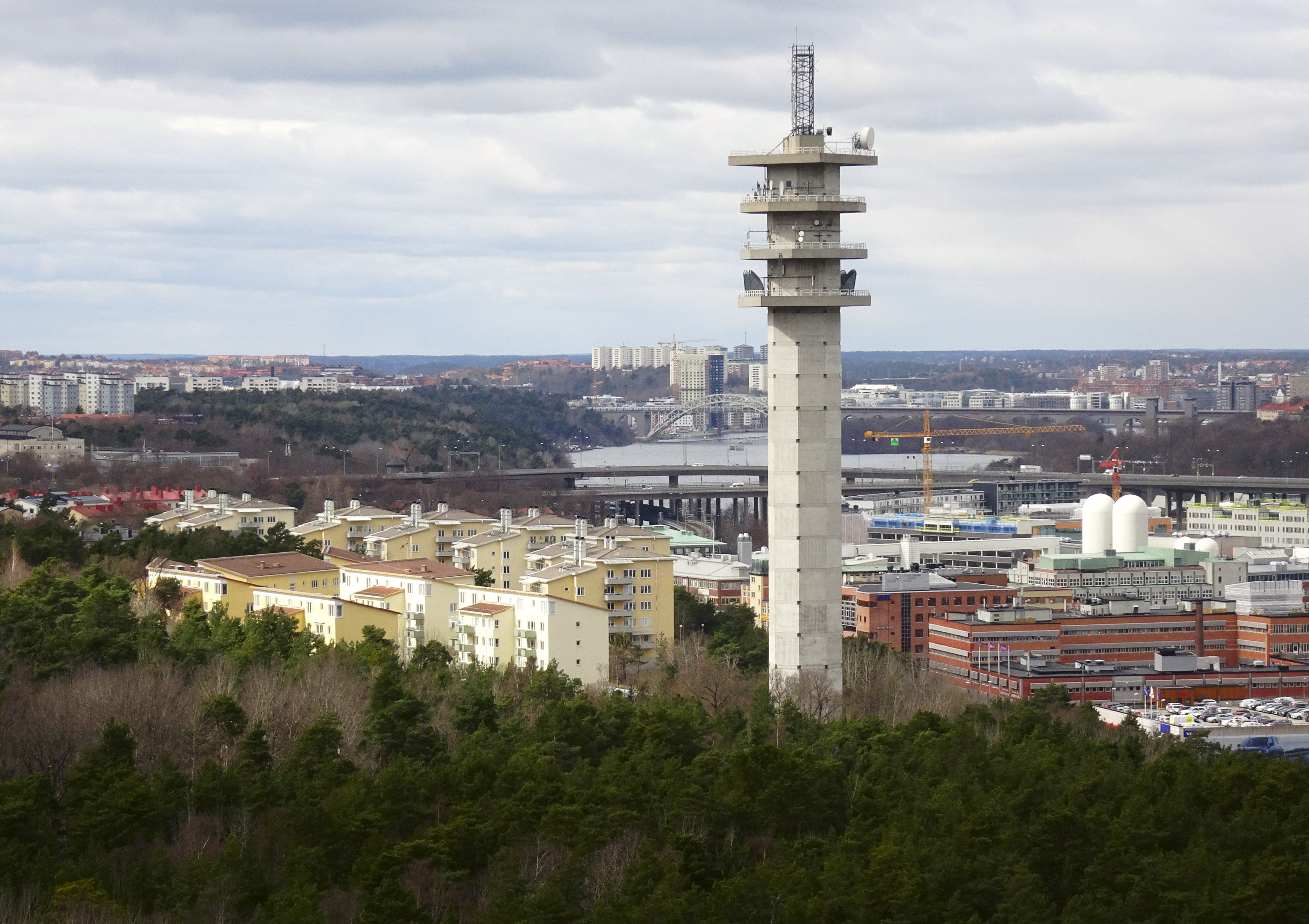
Hammarby radiolänktorn, 2016.

I början av 1980-talet beslöt dåvarande Televerket att låta bygga ett radiolänktorn i södra Stockholm, ungefär 800 meter öster om Skanstullsbrons södra landfäste. Här ligger sedan 1975 Hammarby riksstation i två väldiga bergrum och med konstruktionslösningar som annars bara tillämpas i försvarsanläggningar. Länkförbindelsen var projekterad att kunna överföra cirka 13 000 telefonlinjer från olika håll i Sverige, ungefär 2 000 telefonlinjer från Finland och ett antal lokala förbindelser inom Stockholmsområdet.
Efter en arkitekttävling med åtta inbjudna arkitektkontor gick uppdraget att rita tornet till Bengt Lindroos arkitektkontor. Lindroos ritade 1967 det 155 meter höga Kaknästornet och var därför väl insatt i uppgiften. Hammarbytornet uppfördes åren 1983 till 1986 på uppdrag av dåvarande Byggnadsstyrelsen för Televerket. Hammarbytornet blev 90 meter högt (exklusive antennmast) och konstruerades för Televerkets skyddsklass A, vilket betyder att den skall klara en 500 kg minbomb som detonerar i markplan. Samtidigt med tornet utökades Hammarby riksstation i ett tredje bergrum. Anläggningen ägs och drivs idag av TeliaSonera.

## Utvecklingen efter 1980 och Stockholm som IT-stad

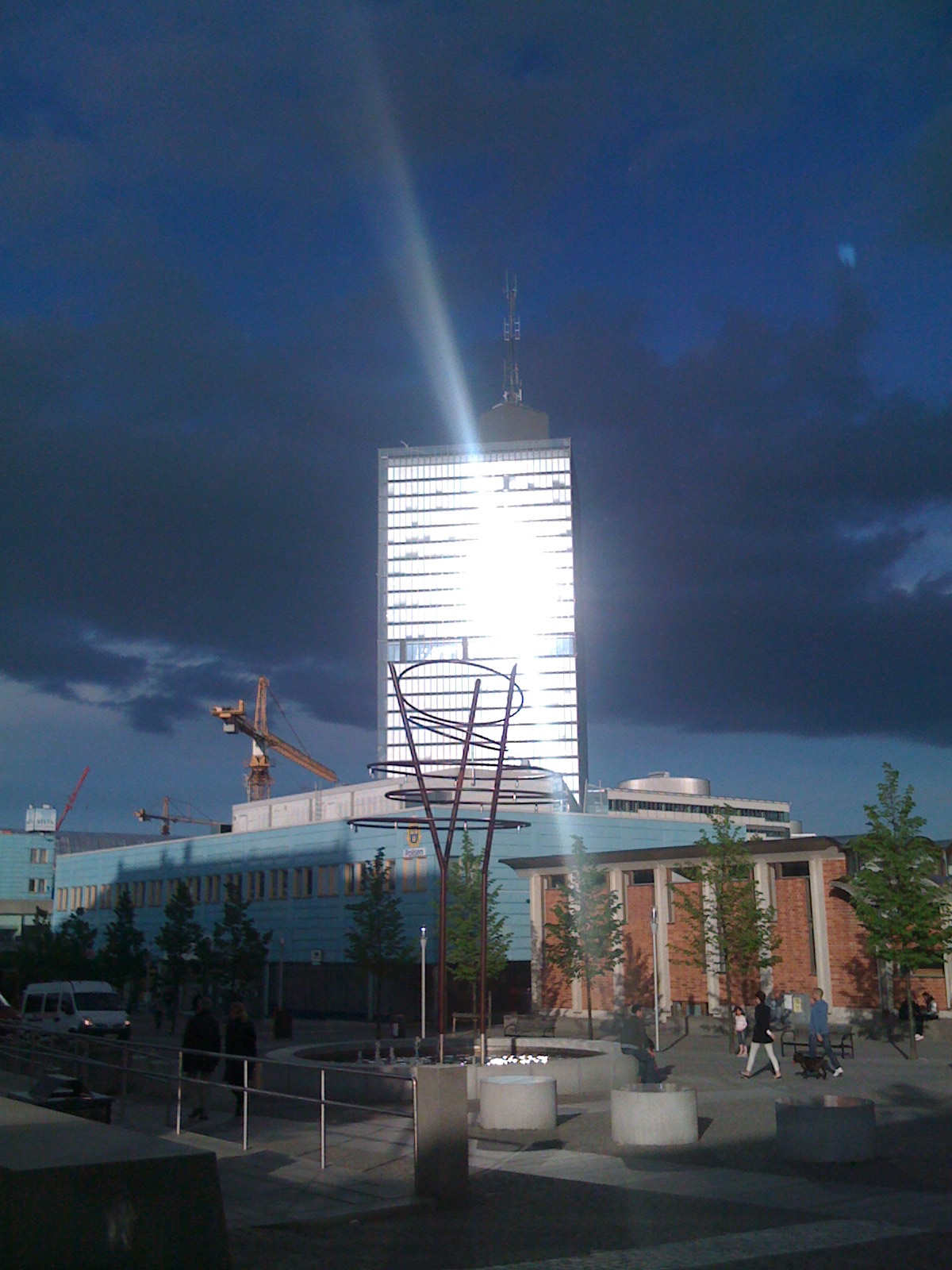
Kista Science Tower i maj 2009

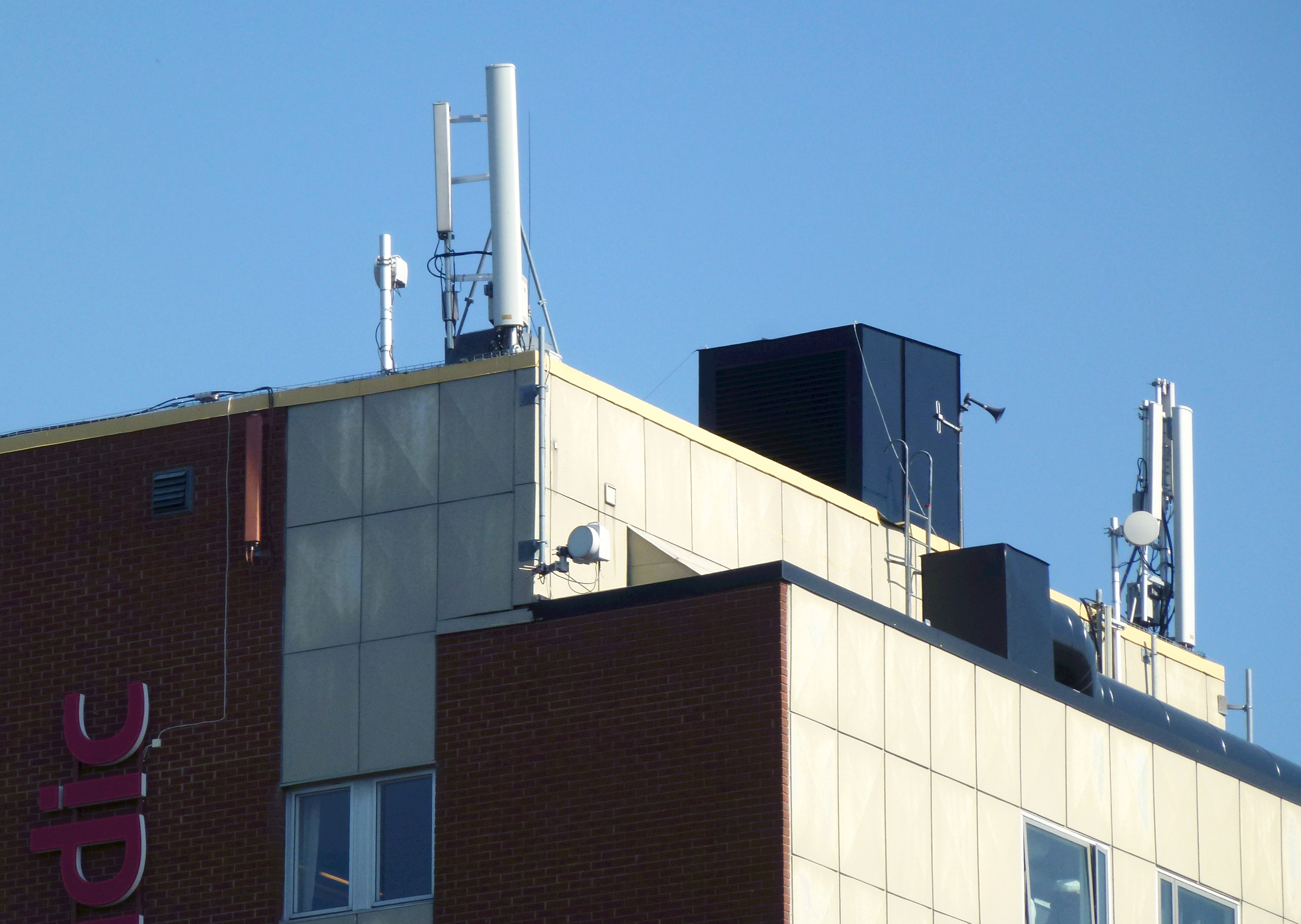
Mobiltelefonantenner i Stockholm

I och med övergången från 1970-talet till 1980-talet skedde även ett genomgripande teknikskifte från analog till digital teknik. Med början av 1980-talet ersattes de elektromekaniska växlarna med processorstyrda (digitala) så kallade AXE-stationer. 1980 invigdes de första stationerna i Ulriksdal och Sävedalen.
I och med avskaffandet av Televerkets statsmonopol 1984, kunde även privata företag erbjuda sina tjänster på telemarknaden, till en början enbart på apparatsidan och mobiltelefonområdet. En av de första privata aktörerna var Stenbeckägda Comvik med system NMT 450 (eng. Nordic Mobile Telephony). Sedan dess har mobiltelefoner blivit allt mer avancerade och antennerna allt fler på Stockholms hustak.
Marknaden präglas idag av ett stort antal operatörer och tjänsteleverantörer som erbjuder Internet, telefoni, eller andra tjänster som television och video. Dagens informationsmängder kräver stor kapacitet på telefonnätet. De tunga kopparkablarna ersätts successivt med modern fiberoptik, så kallad optokabel, där signalerna skickas som ljus i hårfina glasfiberledningar. En optokabel, tjock som ett lillfinger, kan överföra cirka 300 miljoner telefonsamtal samtidigt.
En aktör på detta område är kommunalägda Stokab, vars verksamhet startades 1994 med uppdrag att bygga ut ett konkurrensneutralt fibernät för Internet och telekommunikation i Stockholm. Genom sitt dotterbolag S:t Erik Kommunikation AB agerar Stokab även som kommunikationsoperatör åt Stockholms stad. Stokabs nät är byggt i ringar och sträcker sig från Norrtälje i norr till Nynäshamn och Landsort i söder. Stokabs så kallade Mälarring omfattar också anslutningar till stadsnäten i till exempel Enköping, Västerås, Eskilstuna, Strängnäs, Södertälje och Uppsala.
En av världens största koncentrationer av IT-baserade företag, med bland annat Kista Science Tower och Kista Science City, började växa fram i Kista under 1980-talet. Andra exempel är Interactive Institute, som är ett experimentellt forskningsinstitut inom informationstekniken, samt huvudkontoren för Ericsson och Tele2, och Sverige-kontoren för bland andra IBM och Nokia. I området finns även filialer till Kungliga Tekniska högskolan och Stockholms universitet. IT-branschen sysselsatte 2009 cirka 67 600 anställda i Stockholms län inom cirka 7 100 IT-företag. Ericsson, Nokia, TeliaSonera och IBM är exempel på stora bolag inom telekommunikationsbranschen i Stockholmsområdet, men här finns även många nystartade företag och det kommer ständigt fler.

## Referenser

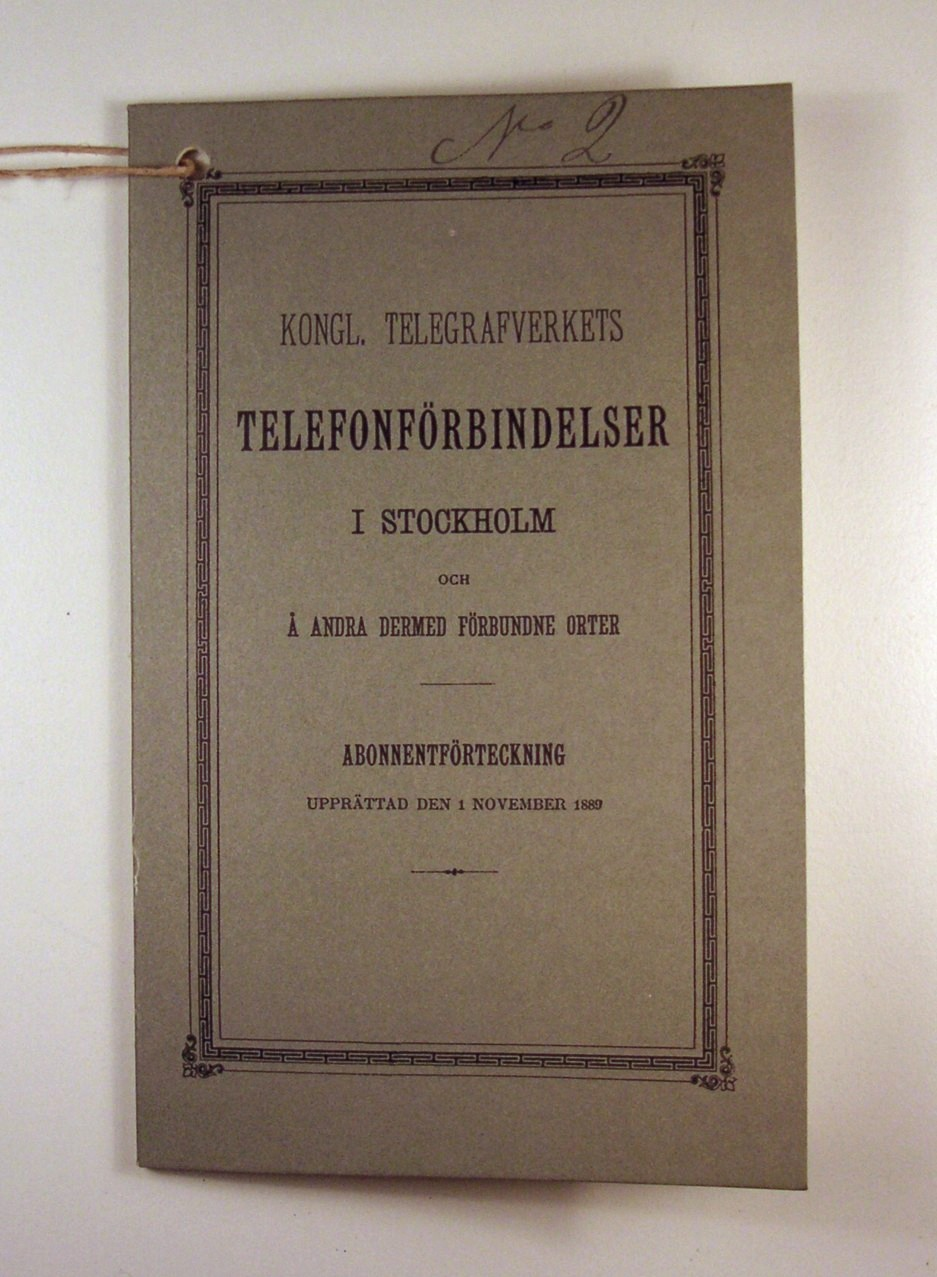
"Kongl. Telegrafverkets Telefonförbindelser", upprättad den 1 november 1889, hade 188 telefonnummer i Stockholm.